# تپه زیر روستای آب‌باریک
تپه زیرروستای آب باریک مربوط به گودین - عصر آهن دو I- دوره اشکانیان است و در شهرستان صحنه، بخش مرکزی، روستای آب باریک واقع شده و این اثر در تاریخ ۱۸ خرداد ۱۳۸۴ با شمارهٔ ثبت ۱۱۸۱۷ به‌عنوان یکی از آثار ملی ایران به ثبت رسیده است.